# Großeicholzheim
Großeicholzheim ist ein Ortsteil der Gemeinde Seckach im Neckar-Odenwald-Kreis in Baden-Württemberg und hat rund 1500 Einwohner.

## Geographie
Großeicholzheim liegt am Oberlauf der Schefflenz, die unmittelbar nördlich des Ortes im Landschaftsgebiet Bauland entspringt. Zudem beginnt auch unmittelbar nach dem Ort aus geographischer Sicht der Odenwald.

## Geschichte
Die Umgebung Großeicholzheims war schon in der Römerzeit besiedelt. Für ein frühmittelalterliches Gebäude nordöstlich des Ortes im Gewann „Birk“ wurde offenbar Baumaterial verwendet, das von einer römischen Villa stammte. Römische Ansiedlungen gab es in den Gewannen „Ziegelbrunnen“, „an der Mauer“ und „am Faussenhof“ sowie vermutlich auch am „Götzenbrunnen“; ein Viergötterstein fand sich in die Friedhofsmauer integriert und wurde von dort in den Pfarrgarten überführt. 1880 gelangte er nach Karlsruhe.
Urkundlich wurde Großeicholzheim zum ersten Male im Lorscher Codex in einer Urkunde aus dem Jahr 775 erwähnt als „Heicholfesheim“. Bis ins 16. Jahrhundert bildeten die Herren von Eicholzheim den Ortsadel. 1561 fiel der Ort an die Kurpfalz, der Ort befand sich danach als pfälzisches Lehen bis zu Beginn des 19. Jahrhunderts im Besitz der Grafen von Degenfeld. Über das Fürstentum Leiningen kam Großeicholzheim 1806 an das Großherzogtum Baden. Am 1. Januar 1972 wurde Großeicholzheim nach Seckach eingemeindet.

## Sehenswürdigkeiten

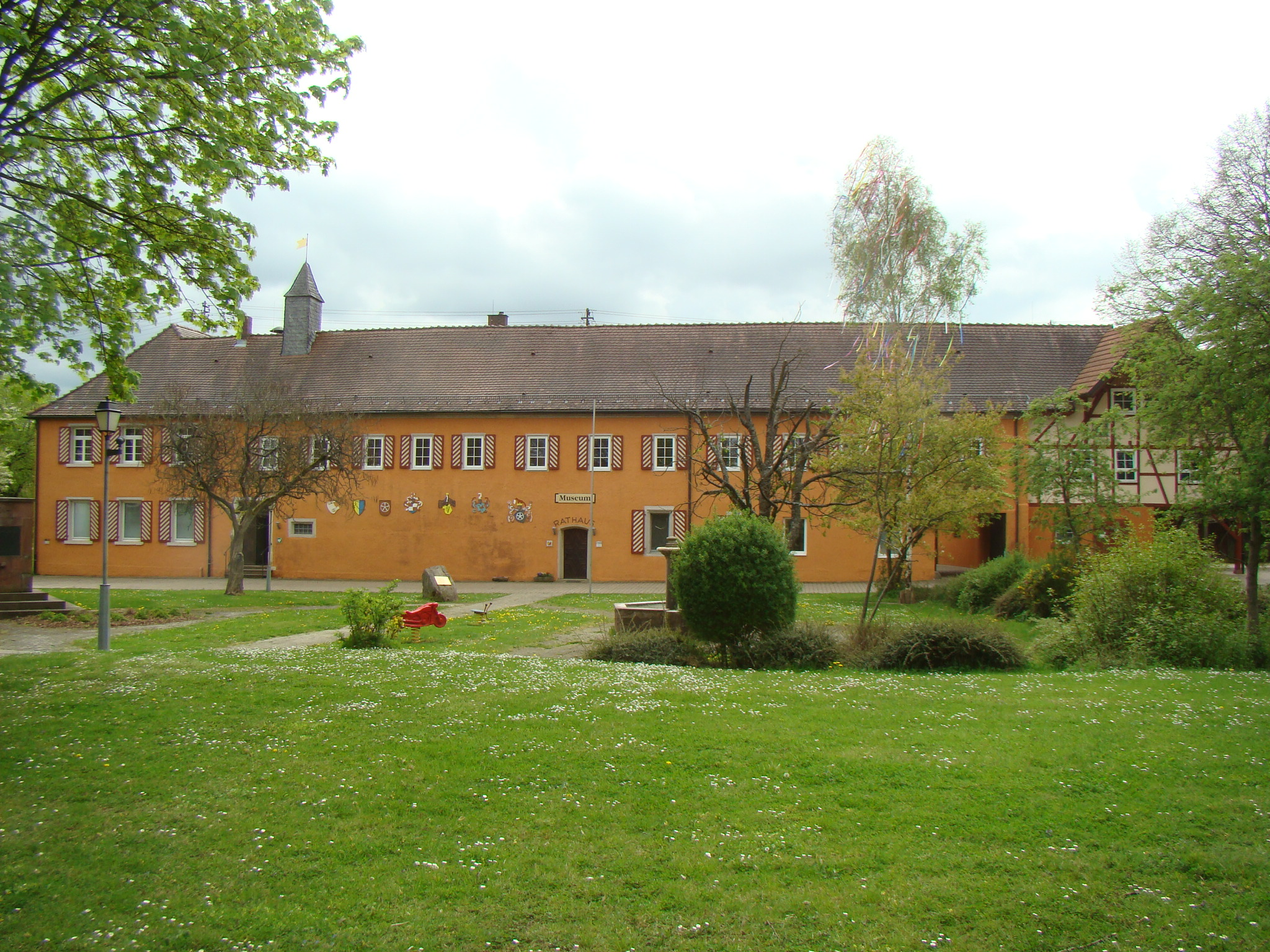
Wasserschloss Großeicholzheim

- Das ehemalige Wasserschloss der Herren von Eicholzheim, das 1773–77 in seine heutige Gestalt umgebaut wurde, ist heute die Außenstelle der Gemeinde Seckach in Großeicholzheim. In ihm ist auch seit Oktober 2008 das Kulturzentrum Wasserschloss sowie das Museum des Heimatvereins „Großeicholzheim und seine Geschichte“ beheimatet.
- Die evangelische Laurentius-Kirche wurde in ihrer 700-jährigen Geschichte bereits mehrmals erweitert und hatte manchen Konfessionswechsel zu durchlaufen. Im Jahr 2011 wurde sie aufs Neue grundlegend von außen saniert. Bei den Bauarbeiten traten alte Inschriften aus der Reformationszeit zutage, die zuvor vom Putz verdeckt waren.
- Die katholische Kirche St. Laurentius stammt aus dem Jahre 1819.
- Die 1885–1887 erbaute ehemalige Synagoge des Ortes erinnert an die einst bestehende jüdische Gemeinde.

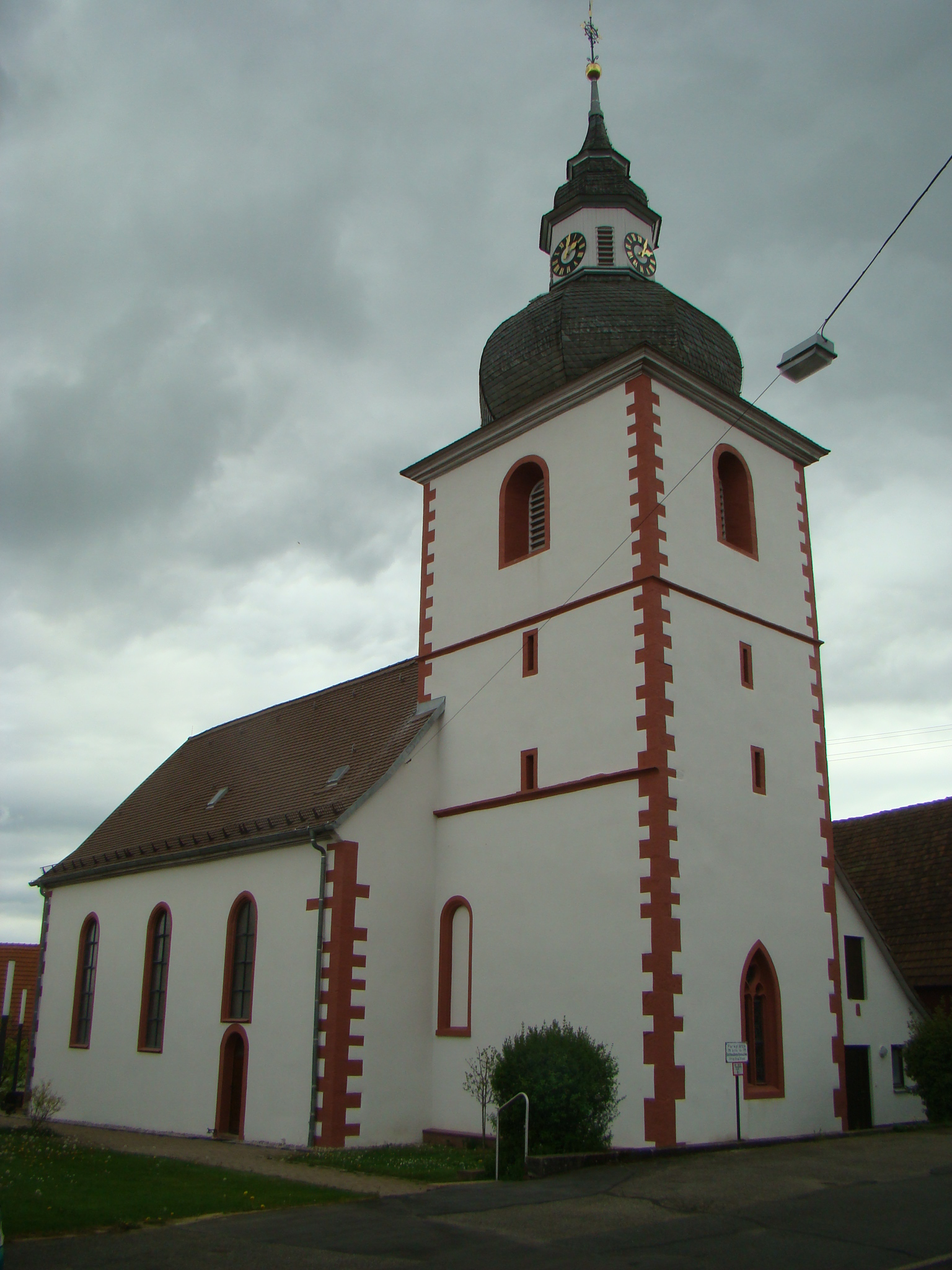
Evangelische Laurentiuskirche
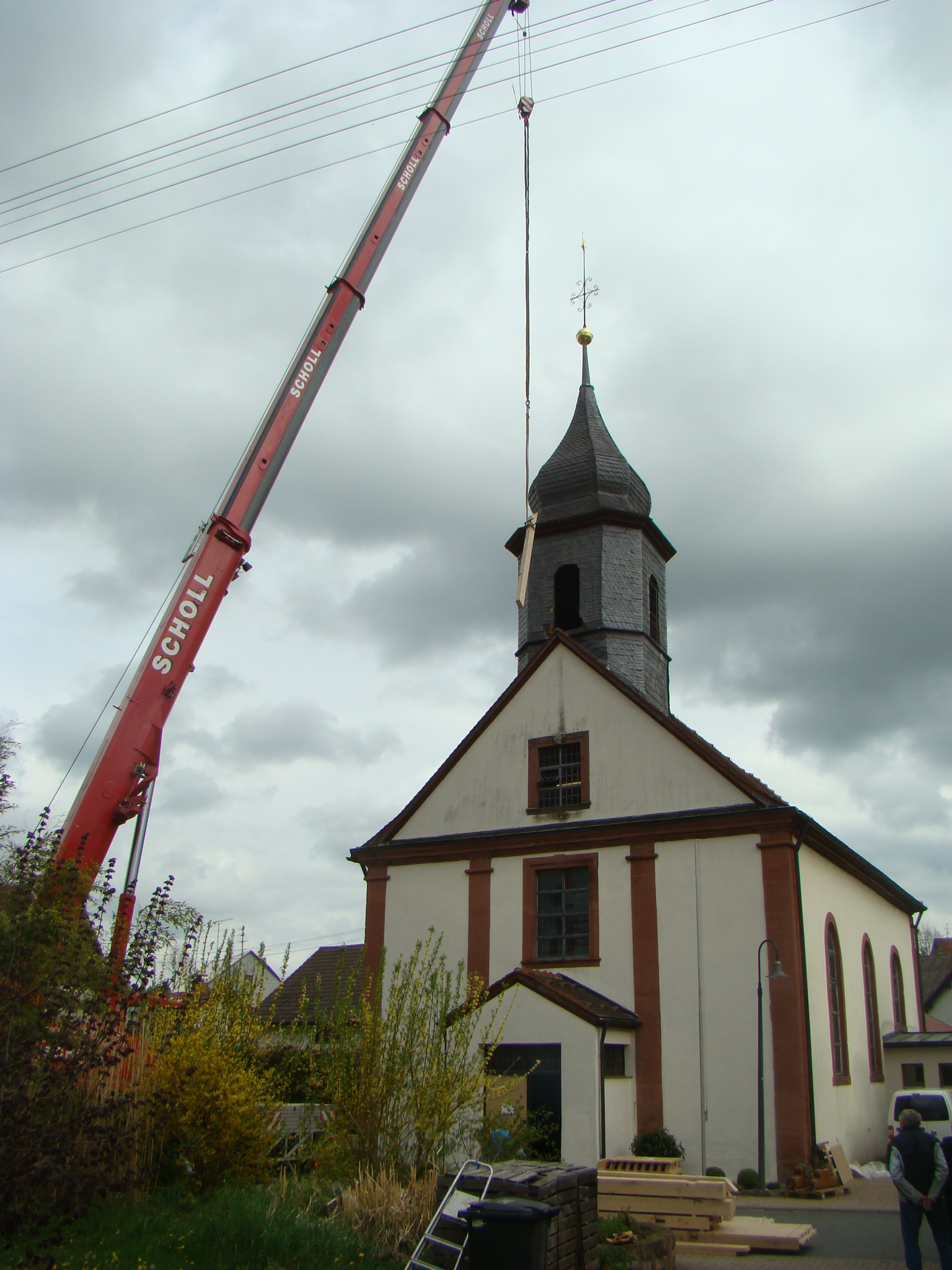
Katholische Kirche St. Laurentius
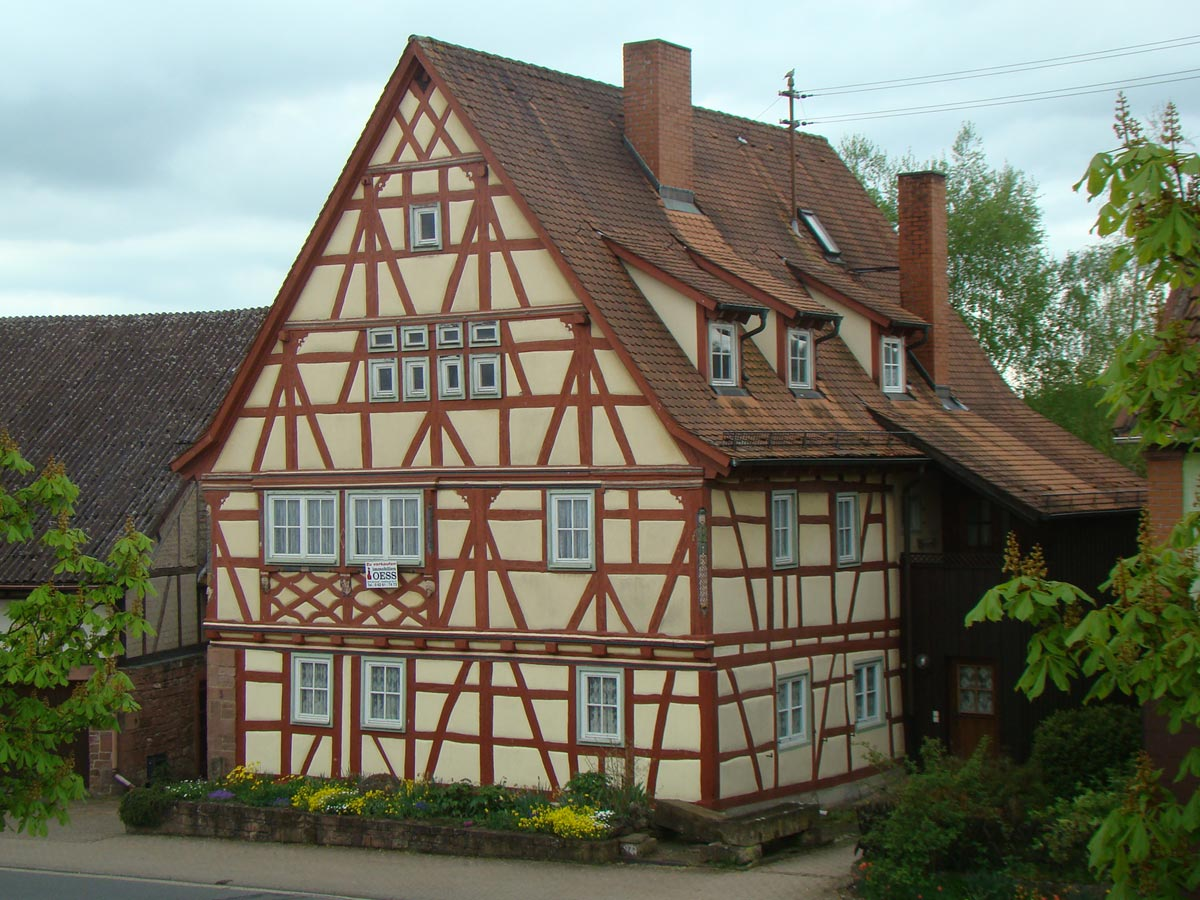
Fachwerkhaus

## Verkehr
Großeicholzheim ist mit dem Bus der Linie Mosbach–Buchen zu erreichen sowie über den Haltepunkt Eicholzheim an der Bahnstrecke Neckarelz–Osterburken, welcher 1,5 km außerhalb der Ortschaft liegt und von Zügen der S-Bahn RheinNeckar bedient wird.

## Infrastruktur
Es gibt eine Grundschule, Kindergarten und eine Halle. Der Sportverein heißt SV Großeicholzheim (SVG).

## Söhne und Töchter des Ortes
- Peter Anton Schleyer (1810–1862), Theologe und Geistlicher
- Jakob Fehr (1821–1900), Lithograph
- Julius Fehr (1855–1900), Maler